# Посёлок имени Матросова
Имени Матросова — упразднённый посёлок в Тенькинском районе Магаданской области. До 2015 года входил в состав сельского поселения посёлок Омчак.
В сентябре 2019 года посёлок был упразднён.

## Население
| 2002 | 2010 |
| ---- | ---- |
| 377  | ↘28  |

## История
Посёлок был основан для разработки крупнейшего на Северо-Востоке Наталкинского золоторудного месторождения, название получил по одноимённому руднику.
Рядом с Матросово располагался исправительно-трудовой лагерь. Заключенные лагеря, в основном политические, были заняты в горнодобывающей промышленности. Среди заключенных был известный украинский поэт Василий Стус и русский диссидент Сергей Ковалёв.
В посёлке родился Владимир Татарчук — советский и российский футболист, заслуженный мастер спорта СССР (1989).

## Инфраструктура
В посёлке 20 жилых домов, проживает 82 человека, включая 9 детей, работает 1 фельдшерско-акушерский пункт, угольная котельная.